# Ligne des Ifs à Étretat
La ligne des Ifs à Étretat est une courte antenne ferroviaire française à écartement standard et à voie unique, de 15 km sise dans le département de la Seine-Maritime qui desservait la station balnéaire d'Étretat à partir de gare des Ifs située sur la ligne de Bréauté-Beuzeville à Fécamp. Inaugurée en 1895, elle est fermée à tout trafic depuis 1972 mais, non déferrée, elle a connu une nouvelle vie dans le cadre d'un petit chemin de fer touristique.
Elle constituait la ligne 360 000 du réseau ferré national.

## Tracé
La voie ferrée part de la gare des Ifs, au PK 214,3 de la Ligne de Bréauté-Beuzeville à Fécamp qui s'embranche sur la  ligne de Paris au Havre en gare de Bréauté - Beuzeville. Elle suit, en direction de l'Ouest, un profil tourmenté ponctué par des déclivités de 20 ‰ jusqu'à la gare des Loges-Vaucottes située aux deux tiers du parcours. Dépassant cette commune, elle plonge en pente de 15 à 20 ‰ jusqu'au terminus d'Étretat, dominé par ses fameuses falaises crayeuses, au terme d'un parcours de 14,9 kilomètres,.

## Historique

### De la construction à la Première Guerre mondiale

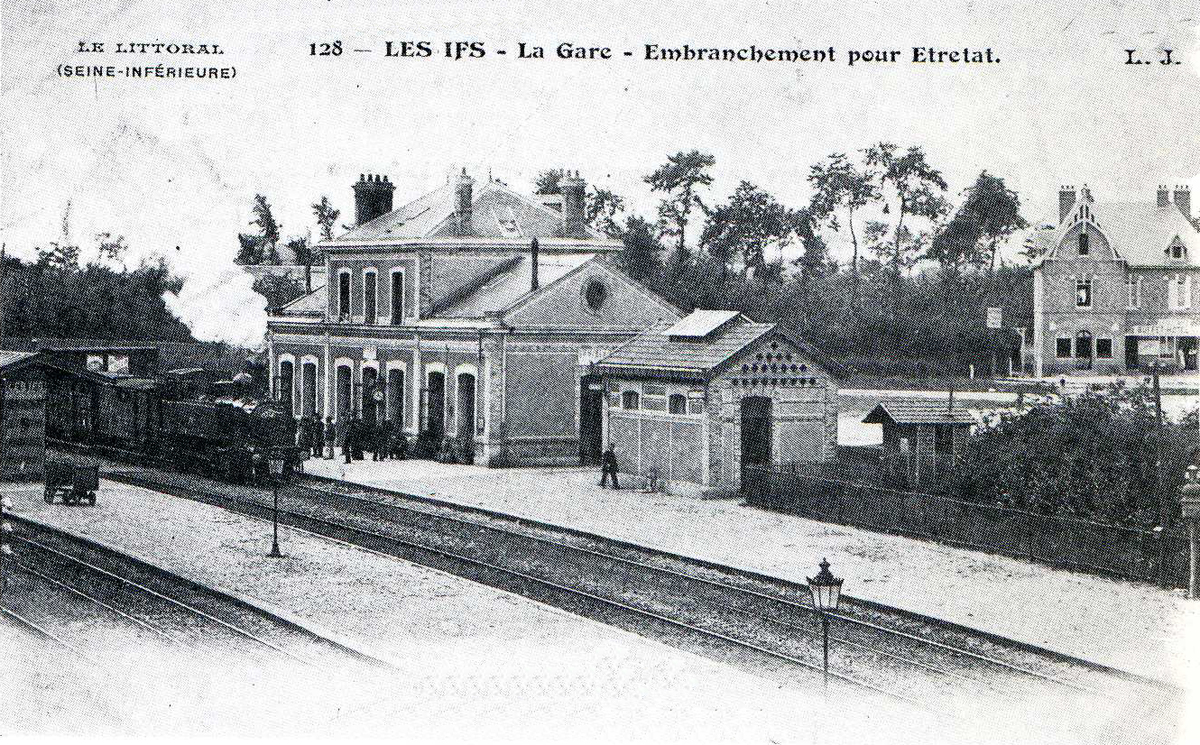
La gare des Ifs, sur la ligne de Bréauté-Beuzeville à Fécamp, était le point de départ de l'antenne vers la station balnéaire d'Étretat.

Alors que de nombreuses lignes de chemin de fer desservaient les cités portuaires du département de la Seine-Inférieure dans le dernier quart du XIXe siècle, la station balnéaire d'Étretat se trouvait, malgré le succès croissant de la mode des bains de mer, tenue à l'écart de ce nouveau mode de communication. Oubliée par le plan Freycinet de 1879, la petite ville obtint finalement satisfaction lorsque fut déclarée d'utilité publique par une loi le 17 août 1885 une voie ferrée la desservant sous la forme d'un embranchement se détachant en gare des Ifs de la ligne de Bréauté-Beuzeville à Fécamp. Cette même loi concède l'itinéraire à la Compagnie des chemins de fer de l'Ouest. Les travaux trainèrent en longueur et la courte antenne ne fut mise en service que le 22 juin 1895.
Jusqu'à la Première Guerre mondiale, la desserte était assurée par trois ou quatre trains quotidiens dont la traction était assurée pour l'essentiel par des machines du dépôt de Fécamp, surtout des 030T 3000 et 3500 placées à la tête de convois courts (quatre à cinq voitures). L'été, des voitures étaient acheminées directement vers ou depuis Paris, les passagers ne devaient pas changer de train aux Ifs et/ou à Bréauté-Beuzeville. Le trafic marchandises était beaucoup moins important que sur la ligne de Fécamp et concernait surtout une desserte locale. À l'exception d'une renumérotation du matériel, le changement de concessionnaire, la Compagnie des chemins de fer de l'Ouest étant remplacée par l'Administration des chemins de fer de l'État en 1909, ne provoqua aucune modification notable dans l'exploitation de la ligne.

### Du déclin à la fermeture

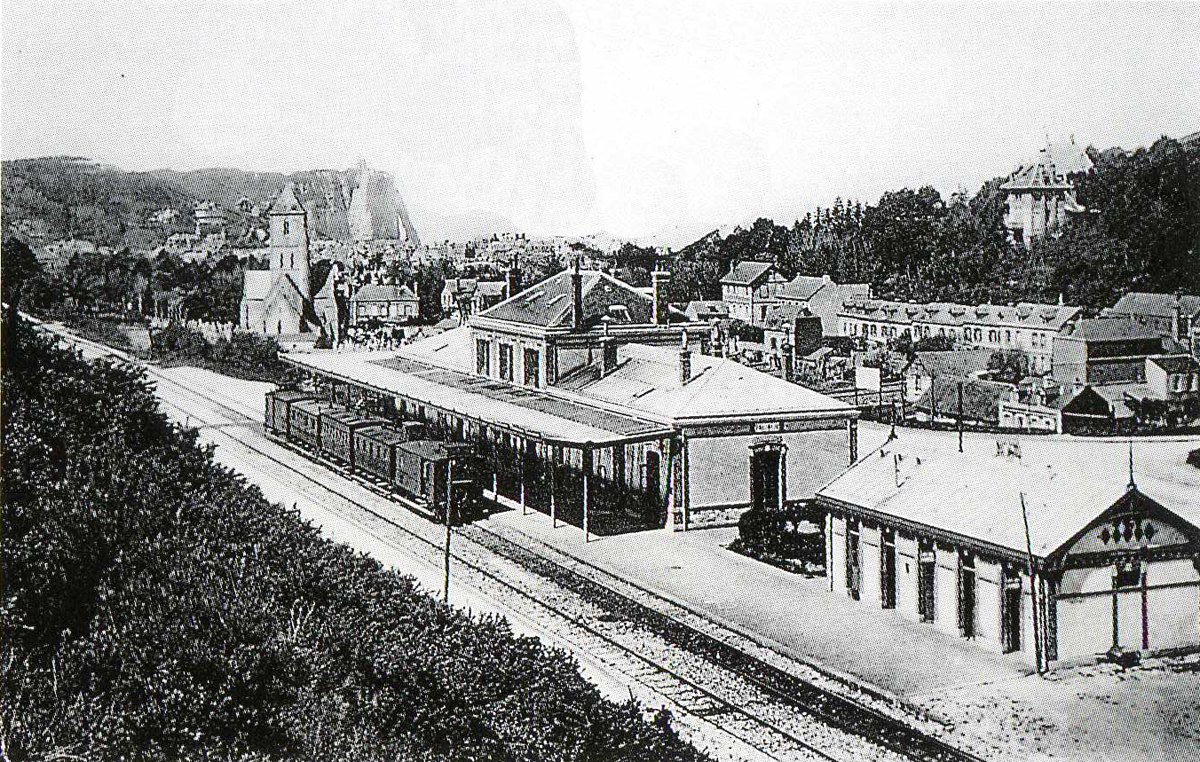
Une rame de voyageurs stationne en gare d'Étretat en attente d'une locomotive.

La Grande Guerre entraina, comme ailleurs, une réduction notable du trafic limité à deux navettes quotidiennes; la ligne vit également passer des trains de blessés britanniques se rendant à Étretat où un grand hôpital soignant les victimes des combats était installé. La fin du conflit vit le retour à la normale mais avec des changements dans la fréquence des circulations devenues plus saisonnières : l'hiver, seuls deux trains (dont un mixte) assuraient la liaison les Ifs - Étretat, l'été, le nombre était porté à cinq. Les convois les plus rapides parcouraient les quinze kilomètres de la ligne en 25 minutes au départ des Ifs, en 26 minutes à partir d'Étretat (soit des moyennes respectivement de 35,8 km/h et de 34,4 km/h).
Si la ligne échappa aux fermetures massives de 1938, toute exploitation commerciale fut interrompue durant la Seconde Guerre mondiale, toutefois elle vit circuler de nombreux trains chargés de matériaux destinés à la construction du mur de l'Atlantique, puis après le débarquement de Normandie, des convois de permissionnaires de l'armée des États-Unis . Un trafic régulier fut restauré en 1945 à raison de deux navettes quotidiennes mais elles furent supprimées 30 juin 1951, remplacées par des autobus. De rares trains de marchandises circulèrent encore sur la ligne avant que celle-ci soit fermée également au fret le 3 avril 1972. Toutefois, la desserte particulière de marchandises de la zone industrielle d'Épreville, située à deux kilomètres des Ifs, fut maintenue jusqu'au début des années 1980.

## La ligne aujourd'hui

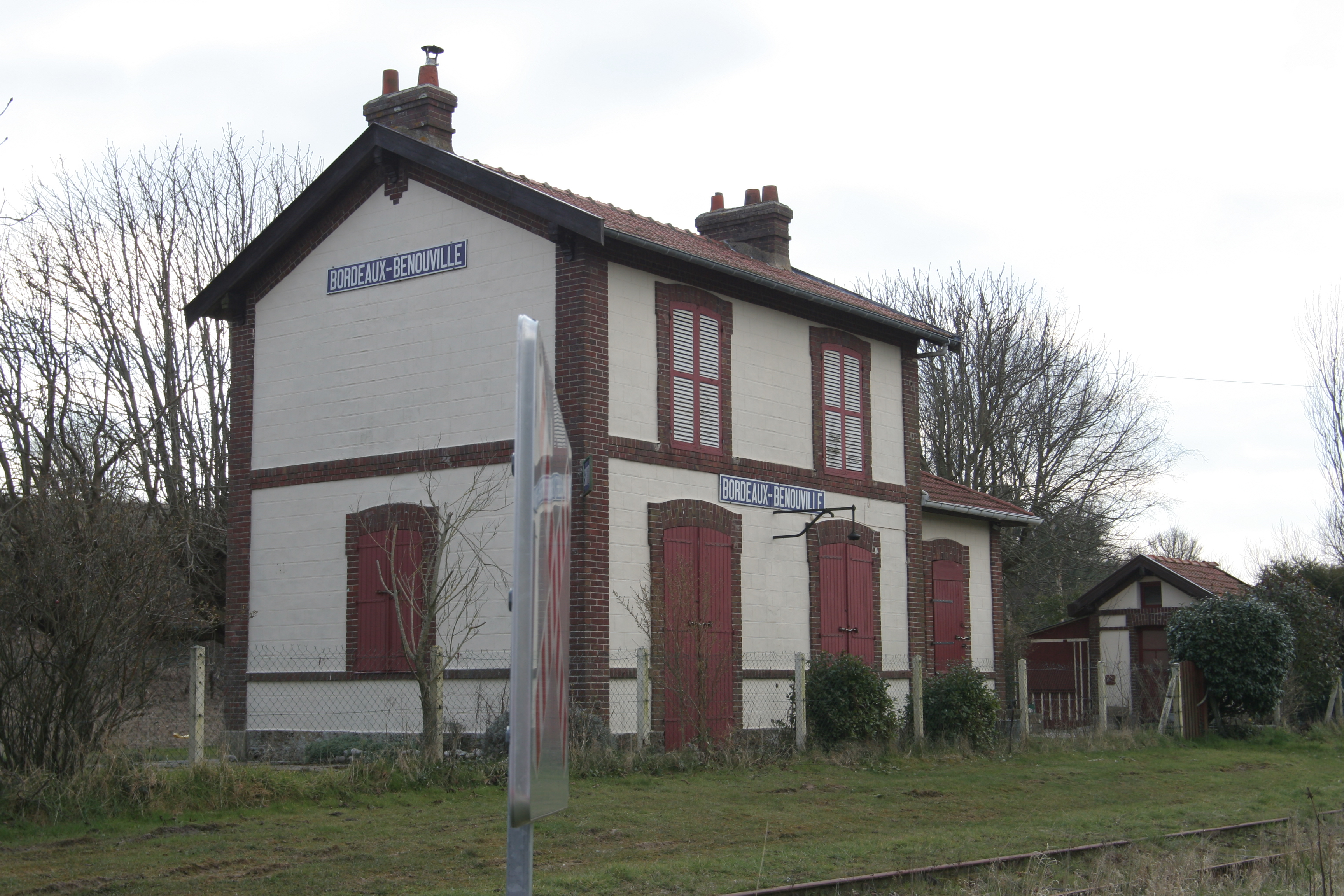
La gare de Bordeaux-Bénouville en 2013.

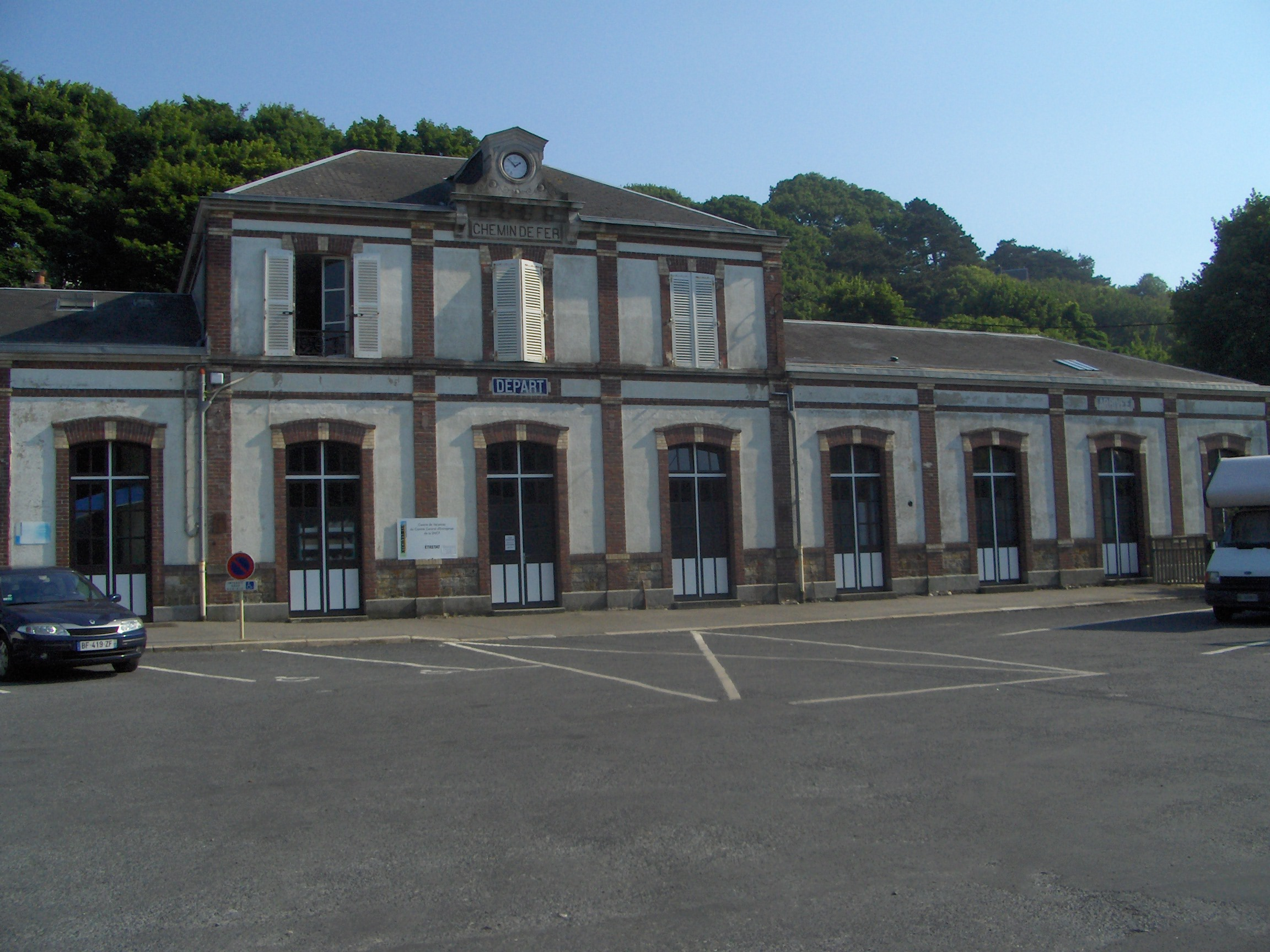
La gare d'Étretat en juillet 2012.

D'abord neutralisée, la ligne fut déclassée le 20 septembre 1995, puis rachetée par les communes riveraines pour l'exploiter à des fins touristiques. Sous le nom de Train touristique Étretat-Pays de Caux, la voie ferrée revit à partir de 2000 proposant une activité de vélo-rail combinée avec une circulation en draisine sur la portion de ligne comprise entre les gares des Loges-Vaucottes et d'Étretat (soit un peu plus de cinq kilomètres).
Le chemin de fer touristique dispose en plus de son parc de quatre draisines qui peuvent remorquer deux voitures Decauville, d'un autorail X 3800 et surtout depuis 2007 d'une rame RGP X 2720, le X 2723, mise à disposition par convention par la SNCF. Par ailleurs, de nombreux matériels roulants sont stockés à proximité de la gare des Ifs, dans ce qui ressemble progressivement à un cimetière ferroviaire.